# منسیوس

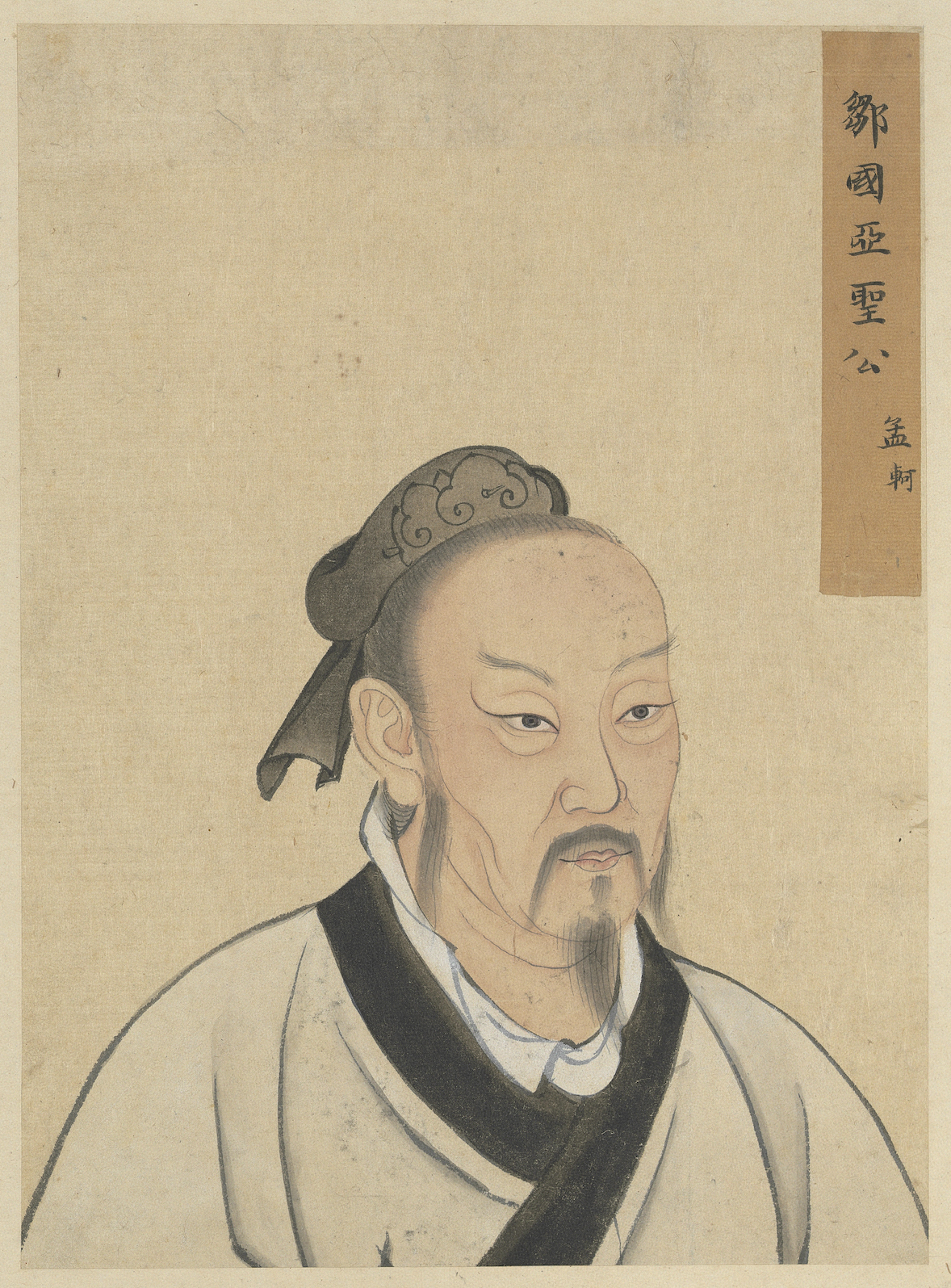
منسیوس، نگارهٔ روی ابریشم از موزهٔ کاخ ملی تایپه

مِنگ‌زی یا منسیوس((به چینی: 孟子؛) (به پین‌یینی: Mèng Zǐ)) فیلسوف چینی سدهٔ چهارم پیش از میلاد است. او در ۳۷۲ (پ.م) در ایالت ژو متولد شد و در ۲۸۹ (پ.م) در ۸۳ سالگی درگذشت. او پیرو کئونگ چی نوادهٔ کنفوسیوس بود و در راه گسترش و به کرسی نشاندن اندیشه‌های کنفوسیوس کوشا بود. اندیشه‌های او در شکل‌دادن نوکنفوسیوس‌گرایی اثرگذار بود.
او را دومین فیلسوف مهم کنفسیوس‌گرایی پس از خود کنفوسیوس می‌دانند.